# Cambria (New York)
Cambria è un comune degli Stati Uniti d'America, situato nello Stato di New York, nella contea di Niagara.